# جوزيف مورين (سياسي)
جوزيف مورين هو سياسي كندي، ولد في 24 فبراير 1854، وتوفي في 2 مارس 1930. حزبياً، نشط في حزب كيبيك الليبرالي. وقد انتخب عضو الجمعية الوطنية في كيبك ‏.